# Фредерик (округ, Мэриленд)
Округ Фре́дерик (англ. Frederick County) — округ на севере штата Мэриленд. Административный центр округа (county seat) находится в одноименном городе. 
Согласно данным Бюро переписи населения США, в 2000 году в округе проживало 195 277 человек. 

## История
Округ назван в честь Фредерика Калверта, 6-го барона Балтимор и губернатора Мэриленда.

## География
Округ Фредерик граничит с Пенсильванией на севере, Виргинией на юге, округом Вашингтон на западе, округом Карролл на востоке и округами Хауард и Монтгомери на юго-востоке. 

## Климат
Климат в этой области характеризуется жарким, влажным летом и, как правило, мягкой или прохладной зимой. Согласно системе классификации климата Кёппена, в округе Фредерик преимущественно влажный субтропический климат, на климатических картах обозначаемый аббревиатурой «Cfa».